# Ohrazenice (ort i Tjeckien, lat 50,60, long 15,13)
Ohrazenice är en ort i Tjeckien. Den ligger i den norra delen av landet, 80 km nordost om huvudstaden Prag. Ohrazenice ligger 288 meter över havet och antalet invånare är 1 055.
Terrängen runt Ohrazenice är platt åt sydväst, men åt nordost är den kuperad.Runt Ohrazenice är det tätbefolkat, med 286 invånare per kvadratkilometer. Närmaste större samhälle är Liberec, 19,4 km norr om Ohrazenice. Trakten runt Ohrazenice består till största delen av jordbruksmark.